# Alan Fletcher
Alan Fletcher (Nairóbi, 27 de setembro de 1931 - Londres, 21 de setembro de 2006) foi um designer queniano radicado na Inglaterra, considerado por muitos como um dos mais prolíficos e estimados designers de sua geração.

## Biografia
Filho de um casal inglês que vivia no Quênia, Alan nasceu em 1931 e foi com sua família para a Inglaterra em 1936, depois da morte de seu pai. Dedicou-se então aos estudos e estudou em quatro escolas diferentes: Hammersmith, Central School, Royal College of Art e Yale.
Já nos Estados Unidos, Alan trabalhou em Nova Iorque e Chicago, e voltando a viajar pelo mundo viveu por algum tempo em Barcelona, na Espanha, e em Milão, na Itália, regressando à cidade de Londres em 1959.
Durante três anos juntou-se com um antigo colega da Central School, Colin Forbes, e com o americano Bob Gill para formar um gabinete. Dessa união surgiu a Fletcher/Forbes/Gill, na década de 1960, e a Pentagram, na década de 1970, que teve como clientes a National Portrait Gallery de Londres.
Fletcher foi um designer que soube juntar as escolas gráficas da Europa e da América do Norte em seus trabalhos, desenvolvendo assim um trabalho pessoal e enquadrando-se entre as figuras mais influentes do design gráfico britânico. 

## Morte
Alan morreu em Londres, em 21 de setembro de 2006, aos 74 anos, vítima de um câncer.